# Сяньків Луг
Сяньків Луг — лісовий заказник місцевого значення. Об'єкт розташований на території Ківерцівського району Волинської області, ДП «Цуманське ЛГ», Мощаницького лісництва, квартали 1, 5.
Площа — 159 га, статус отриманий у 2012 році.
Статус надано з метою охорони та збереження у природному стані заболоченого лісового масиву, у якому домінують дубово-березові, березові та чорновільхові насадження. У заказнику трапляються рідкісні види флори і фауни, занесені до Європейського Червоного списку та Червоної книги України: зозулині черевички справжні (Cypripedium calceolus), астранція велика (Astrantia major), кальдезія білозоролиста (Caldesia parnassifolia), лелека чорний (Ciconia nigra), тетерук (Lyrurus tetrix), лось (Alces alces).